# Gösta Cederlund
Gustaf (« Gösta ») Edvard Cederlund, né le 6 mars 1888 dans la paroisse Hedvig Eleonora (en) (commune de Stockholm, en  Suède) et mort le 4 décembre 1980 à Stockholm (Suède), est un acteur et réalisateur suédois, populaire des années 1930 aux années 1950.

## Filmographie partielle

### Comme acteur
- 1919 : Quand l'amour commande (Ett farligt frieri)
- 1919 : La Petite Fée de Solbakken (Synnove Solbakken) de John W. Brunius : Knud Nordhaug
- 1921 : Le Moulin en feu (Kvarnen) de John W. Brunius : un ouvrier agricole
- 1935 : Äktenskapsleken de Ragnar Hyltén-Cavallius :  John Nordenson
- 1938 : Dollar de Gustaf Molander : homme au Royal Yacht Club (non crédité)
- 1938 : Visage de femme (En kvinnas ansikte) de Gustaf Molander : Le comte
- 1944 : Tourments (Hets) d'Alf Sjöberg : Pippi
- 1946 : Il pleut sur notre amour (Det regnar på vår kärlek) d'Ingmar Bergman : L'homme au parapluie
- 1950 : La Fille aux jacinthes (Flicka och hyacinter) de Hasse Ekman :  le banquier G. D. von Lieven
- 1951 : La Vallée des aigles (Valley of Eagles) de Terence Young : Professeur Lind
- 1957 : Nattens ljus de Lars-Eric Kjellgren :  Alfred Björk
- 1961 : Le Jardin des plaisirs (Lustgården) d'Alf Kjellin : Liljedahl

### Comme réalisateur
- 1941 : Fransson den förskräcklige (sv)
- 1941 : Uppåt igen (sv)
- 1943 : Brödernas kvinna (sv)
- 1943 : Kungsgatan (sv)
- 1943 : Som du vill ha mej (sv)
- 1944 : En dotter född (sv)
- 1945 : Lidelse (sv)

## Crédit d'auteurs
- (en) Cet article est partiellement ou en totalité issu de l’article de Wikipédia en anglais intitulé « Gösta Cederlund » (voir la liste des auteurs).